# Агазаде, Игбал Фехруз оглы
Игбал Фехруз оглы Агазаде (азерб. İqbal Fehruz oğlu Ağazadə; род. 18 сентября 1968 году, Мердинли, Физулинский район, Азербайджанская ССР) — государственный и политический деятель. Депутат Милли меджлиса Азербайджана II, III, IV созывов. Председатель политической партии Умид. Кандидат в Президенты Азербайджанской Республики на выборах 2008 и 2013 годов.

## Биография
Игбал Агазаде родился 18 сентября 1968 году в селе Мердинли Физулинского района Азербайджанской ССР. С 1975 по 1985 годы проходил обучение в школе с персидским уклоном №4 города Баку. С 1986 по 1988 годы проходил действительную срочную военную службу в рядах Советской Армии. С 1989 по 1994 годы получал высшее образование на факультете востоковедения Бакинского государственного университета, который окончил с отличием. Позже в дополнение к своему образованию прошёл обучение и успешно окончил факультет правоведения Киевского университета.
В 1992 году, приостановив обучение в университете, в качестве командира студенческой добровольческой группы по восстановлению территориальной целостности Азербайджанской Республики, принимал участие в Первой карабахской войне на территории Агдамского, Тертерского и Геранбойского районов.
В 2000 году был избран депутатом Милли Меджлиса Азербайджана II созыва по Третьему Хатаинскому избирательному округу. Затем в 2005 и 2010 годах переизбирался депутатом III и IV созывов. Являлся членом постоянной комиссии Милли Меджлиса по правам человека, работал руководителем рабочей группы по межпарламентским связям Азербайджан—Бразилия. Был членом рабочих групп по межпарламентским связям Азербайджан—Иордания, Азербайджан—Турция.
На выборах Президента Азербайджана в 2008 и 2013 годах являлся кандидатом в руководители государства. В 2008 году получил поддержку 2,86% избирателей (104276 чел.), это обеспечило ему второе место. В 2013 году занял третье место, набрав 88723 голосов (2.40%).
9 февраля 2020 года на выборах депутатов VI созыва результаты по Третьему Хатаинскому избирательному округу № 35 были аннулированы. Агазаде являлся кандидатом в депутаты по данному округу.
С 2002 года является председателем Партии Умид.
Женат, имеет двоих детей.